# 2027 în cinematografie
În 2027 în cinematografie sunt programate mai multe premiere și evenimente.